# Monthuchon
Monthuchon est une commune française, située dans le département de la Manche en région Normandie, peuplée de 702 habitants.

## Géographie

### Localisation
| Ancteville        | Saint-Sauveur-Lendelin | Saint-Sauveur-Lendelin, Cambernon |
| La Vendelée       | Monthuchon             | Cambernon                         |
| Gratot, Coutances | Coutances              | Cambernon                         |

### Hydrographie
La commune est située dans le bassin Seine-Normandie. Elle est drainée par l'Ay, le ruisseau du Maudouit, le cours d'eau 01 de la commune de Monthuchon, le cours d'eau 01 de la Gluaiserie, le cours d'eau 01 de Mesnage Filleul, le fossé 01 de la Grande Colerie et le fossé 03 de Coutances,,.
L'Ay, d'une longueur de 33 km, prend sa source dans la commune de La Vendelée et se jette  dans la havre de Saint-Germain-sur-Ay en limite de Saint-Germain-sur-Ay et de Créances, après avoir traversé neuf communes. 

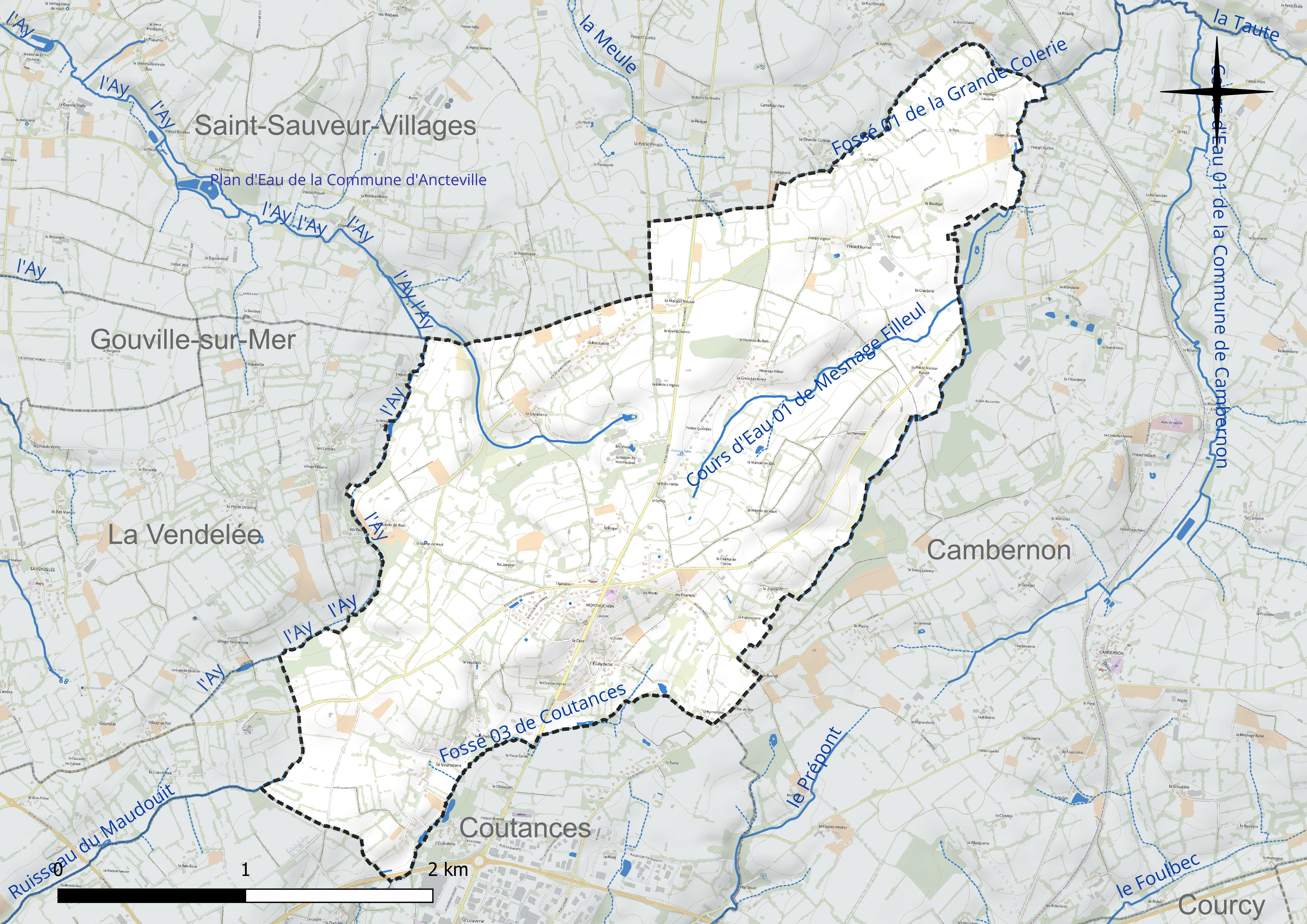
Réseau hydrographique de Monthuchon.

### Climat
Pour des articles plus généraux, voir Climat de la Normandie et Climat de la Manche.
En 2010, le climat de la commune est de type climat océanique franc, selon une étude du CNRS s'appuyant sur une série de données couvrant la période 1971-2000. En 2020, Météo-France publie une typologie des climats de la France métropolitaine dans laquelle la commune est exposée à un climat océanique et est dans la région climatique Normandie (Cotentin, Orne), caractérisée par une pluviométrie relativement élevée (850 mm/a) et un été frais (15,5 °C) et venté.
Pour la période 1971-2000, la température annuelle moyenne est de 10,7 °C, avec une amplitude thermique annuelle de 11,5 °C. Le cumul annuel moyen de précipitations est de 1 019 mm, avec 15,2 jours de précipitations en janvier et 9,2 jours en juillet. Pour la période 1991-2020, la température moyenne annuelle observée sur la station météorologique la plus proche, située sur la commune de Coutances à 4 km à vol d'oiseau, est de 11,7 °C et le cumul annuel moyen de précipitations est de 1 092,8 mm,. Pour l'avenir, les paramètres climatiques de la commune estimés pour 2050 selon différents scénarios d’émission de gaz à effet de serre sont consultables sur un site dédié publié par Météo-France en novembre 2022.

## Urbanisme

### Typologie
Au 1er janvier 2024, Monthuchon est catégorisée commune rurale à habitat dispersé, selon la nouvelle grille communale de densité à sept niveaux définie par l'Insee en 2022.
Elle est située hors unité urbaine.
Par ailleurs la commune fait partie de l'aire d'attraction de Coutances, dont elle est une commune de la couronne,. Cette aire, qui regroupe 37 communes, est catégorisée dans les aires de moins de 50 000 habitants,.

### Occupation des sols
L'occupation des sols de la commune, telle qu'elle ressort de la base de données européenne d’occupation biophysique des sols Corine Land Cover (CLC), est marquée par l'importance des territoires agricoles (91,8 % en 2018), en diminution par rapport à 1990 (99,5 %).
La répartition détaillée en 2018 est la suivante : prairies (79,6 %), zones urbanisées (7,6 %), terres arables (6,5 %), zones agricoles hétérogènes (5,8 %), forêts (0,5 %).

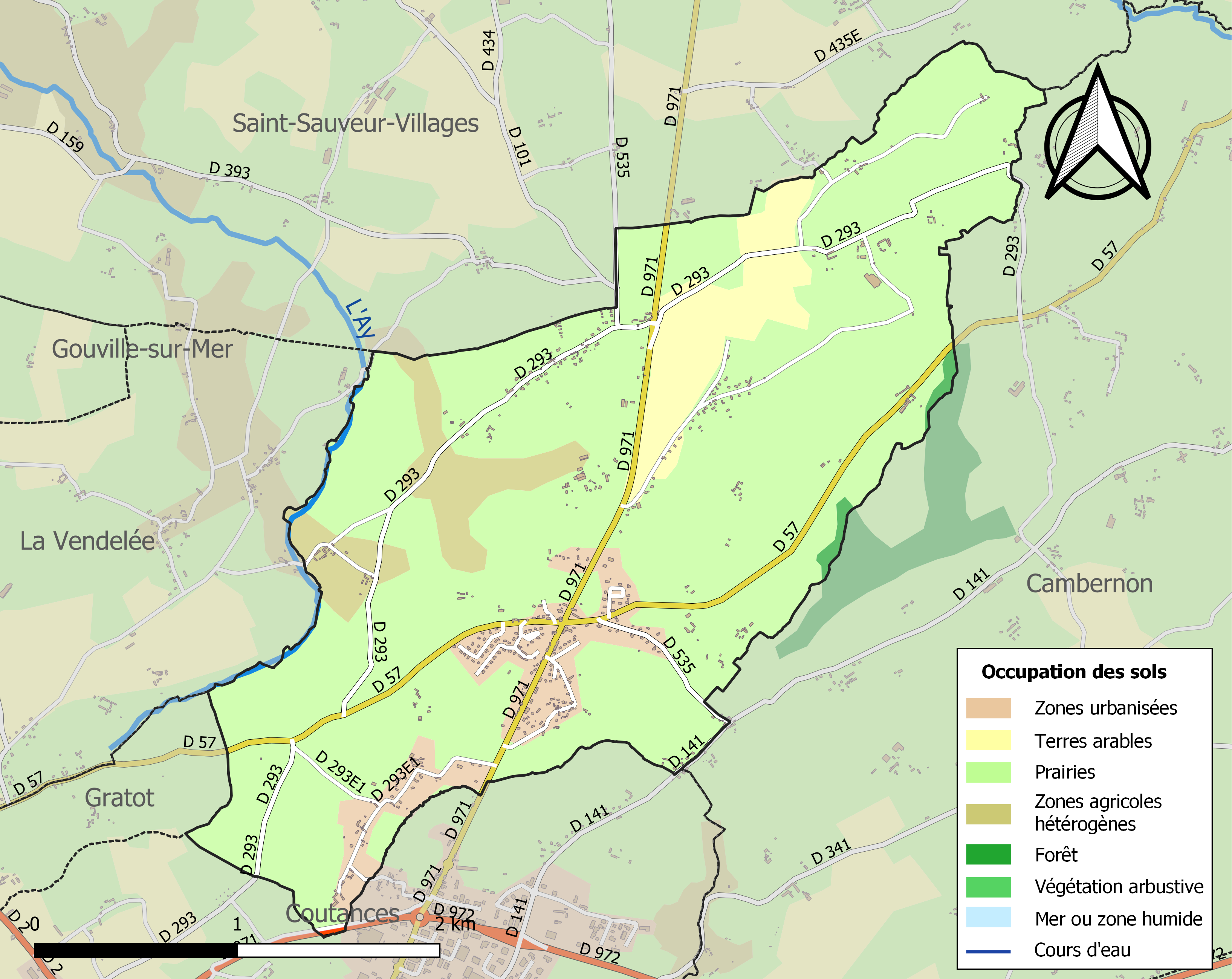
Carte des infrastructures et de l'occupation des sols de la commune en 2018 (CLC).

L'évolution de l’occupation des sols de la commune et de ses infrastructures peut être observée sur les différentes représentations cartographiques du territoire : la carte de Cassini (XVIIIe siècle), la carte d'état-major (1820-1866) et les cartes ou photos aériennes de l'IGN pour la période actuelle (1950 à aujourd'hui).

## Toponymie
Le nom de la localité est attesté sous les formes de Monte Huechon en 1236, de Monte Hueçon en 1279 et vers 1280, Monthuçon en 1323, Mons Huecon sans date.
Le gentilé est Monthuchonnais.

## Histoire

### Antiquité
Le village s'est fixé sur le tracé de la voie antique de Coutances à Valognes.
Sur le territoire communal fut découvert de nombreuses médailles en bronze.

### Moyen Âge
Dès le début du XIIIe siècle, les barons de Creully tenaient le fief de Monthuchon.
En 1406, la paroisse a pour seigneur Guillaume de Vierville de Beuvron, chevalier, également seigneur du Mesnilbus et de Creully.

## Politique et administration
| Période                                  | Période   | Identité            | Étiquette | Qualité                            |
| ---------------------------------------- | --------- | ------------------- | --------- | ---------------------------------- |
| 1945                                     | mars 1965 | Eugène Giard        |           | Agriculteur                        |
| 1965                                     | mars 1977 | Émile Daireaux      |           | Agriculteur                        |
| 1977                                     | mars 1979 | Eugène Letournel    |           | Agriculteur                        |
| 1979                                     | mars 1995 | Gérard de Gourmont  |           | Agriculteur                        |
| 1995                                     | mars 2001 | Noël Grould         |           | Professeur                         |
| mars 2001                                | mars 2008 | Jean-Claude Bouquet | SE        | Agriculteur                        |
| mars 2008                                | En cours  | Jacques Marie       | SE        | Directeur d'établissement scolaire |
| Les données manquantes sont à compléter. |           |                     |           |                                    |

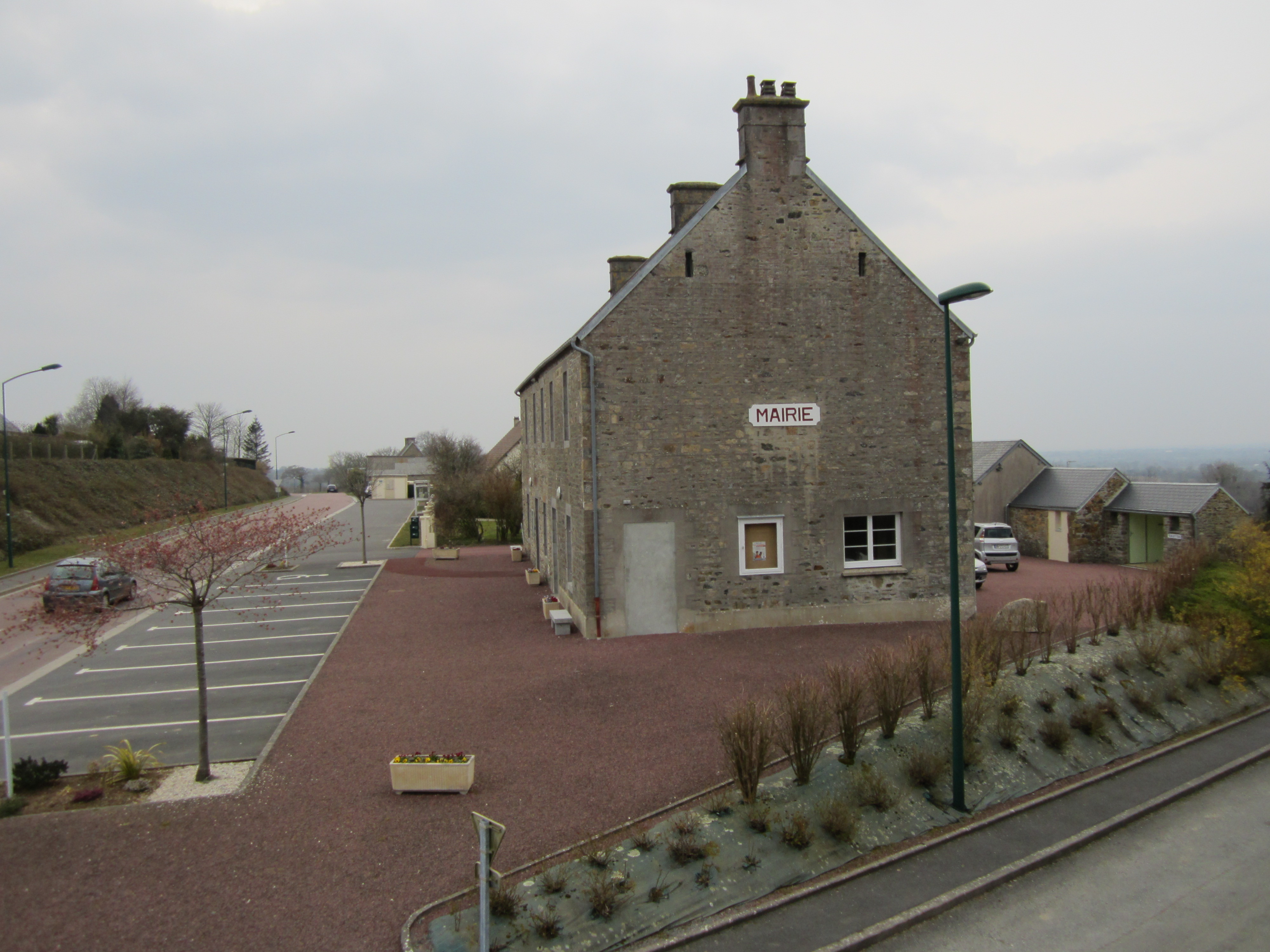
La mairie.

Le conseil municipal est composé de quinze membres dont le maire et deux adjoints.

## Démographie
L'évolution du nombre d'habitants est connue à travers les recensements de la population effectués dans la commune depuis 1793. Pour les communes de moins de 10 000 habitants, une enquête de recensement portant sur toute la population est réalisée tous les cinq ans, les populations de référence des années intermédiaires étant quant à elles estimées par interpolation ou extrapolation. Pour la commune, le premier recensement exhaustif entrant dans le cadre du nouveau dispositif a été réalisé en 2005.
En 2022, la commune comptait 702 habitants, en évolution de +6,04 % par rapport à 2016 (Manche : −0,31 %, France hors Mayotte : +2,11 %).
| 1793 | 1800 | 1806 | 1821 | 1831 | 1836 | 1841 | 1846 | 1851 |
| ---- | ---- | ---- | ---- | ---- | ---- | ---- | ---- | ---- |
| 701  | 615  | 747  | 696  | 679  | 689  | 701  | 699  | 652  |

| 1856 | 1861 | 1866 | 1872 | 1876 | 1881 | 1886 | 1891 | 1896 |
| ---- | ---- | ---- | ---- | ---- | ---- | ---- | ---- | ---- |
| 606  | 583  | 571  | 565  | 543  | 525  | 502  | 470  | 486  |

| 1901 | 1906 | 1911 | 1921 | 1926 | 1931 | 1936 | 1946 | 1954 |
| ---- | ---- | ---- | ---- | ---- | ---- | ---- | ---- | ---- |
| 439  | 429  | 392  | 356  | 356  | 353  | 357  | 408  | 380  |

| 1962 | 1968 | 1975 | 1982 | 1990 | 1999 | 2005 | 2006 | 2010 |
| ---- | ---- | ---- | ---- | ---- | ---- | ---- | ---- | ---- |
| 304  | 321  | 298  | 483  | 528  | 586  | 583  | 580  | 607  |

| 2015 | 2020 | 2022 | - | - | - | - | - | - |
| ---- | ---- | ---- | - | - | - | - | - | - |
| 651  | 696  | 702  | - | - | - | - | - | - |

## Culture locale et patrimoine

### Lieux et monuments
- Église Saint-Martin du XVIIe siècle. L'édifice abrite un groupe sculpté Vierge de Pitié du XVe et un lutrin du XVIIIe siècle classés au titre objet aux monuments historiques[32],[33], ainsi qu'un tableau du XVIIe. L'église a été rénovée de 2017 à 2020 avec entre autres la création de dix-huit vitraux contemporains réalisés par la plasticienne Jenna Kaës[34].
- Fontaine Saint-Martin.
- Château des Vivrais des XVIe – XVIIIe siècles, avec chapelle et pigeonnier.
- Chapelle du château de Monthuchon[Note 4]. Le château du XVIIIe siècle a été totalement détruit en 1944[35]. Il abrita un hôpital militaire allemand[35].
- Croix de cimetière du XVIIe siècle.
- Croix de chemin dites Croix Lestorey, croix Marie et croix Burnel (1635).

### Personnalités liées à la commune
- Denis Tesson, homme politique né le 21 avril 1741 à Monthuchon et décédé le 9 février 1801 au même lieu.